# Kabinet-Conte I
Het kabinet-Conte I (Italiaans: governo Conte I) was van juni 2018 tot september 2019 de 65ste regering van de Italiaanse Republiek. Dit kabinet bestond uit de partijen Vijfsterrenbeweging, Lega Nord, Movimento Associativo Italiani all'Estero (Associatieve beweging van Italianen in het buitenland) en onafhankelijken. De regering werd als populistisch gekenmerkt. Het stond onder voorzitterschap van premier Giuseppe Conte en werd op 1 juni 2018 beëdigd als opvolger van het kabinet van Paolo Gentiloni.
De Lega van Matteo Salvini zegde het vertrouwen in het kabinet op en stuurde aan op nieuwe verkiezingen; Conte kondigde hierop op 20 augustus 2019 in de Senaat de val van zijn regering aan en bood zijn ontslag aan bij president Sergio Mattarella.
De coalitiepartner van de Lega, de Vijfsterrenbeweging, vormde echter met de Democratische Partij een nieuwe regering, het kabinet-Conte II, waardoor vervroegde verkiezingen werden vermeden.

## Kabinet-Conte I (2018–2019)
| Ambtsbekleder                                       | Ambtsbekleder         | Ambtsbekleder                | Functie                                  | Ambtstermijn | Ambtstermijn     | Partij |
| --------------------------------------------------- | --------------------- | ---------------------------- | ---------------------------------------- | ------------ | ---------------- | ------ |
|                                                     | Giuseppe Conte        | Giuseppe Conte (1964)        | Premier                                  | 1 juni 2018  | 13 februari 2021 | O      |
|                                                     | Luigi Di Maio         | Luigi Di Maio (1986)         | Vicepremier                              | 1 juni 2018  | 5 september 2019 | M5S    |
| Minister van Economische Zaken                      | Luigi Di Maio         | Luigi Di Maio (1986)         |                                          | 1 juni 2018  | 5 september 2019 | M5S    |
| Minister van Arbeid en Sociale Zaken                | Luigi Di Maio         | Luigi Di Maio (1986)         |                                          | 1 juni 2018  | 5 september 2019 | M5S    |
|                                                     | Matteo Salvini        | Matteo Salvini (1973)        | Vicepremier                              | 1 juni 2018  | 5 september 2019 | LN     |
| Minister van Binnenlandse Zaken                     | Matteo Salvini        | Matteo Salvini (1973)        |                                          | 1 juni 2018  | 5 september 2019 | LN     |
|                                                     | Giancarlo Giorgetti   | Giancarlo Giorgetti (1966)   | Secretaris- generaal                     | 1 juni 2018  | 5 september 2019 | LN     |
|                                                     | Enzo Moavero Milanesi | Enzo Moavero Milanesi (1954) | Minister van Buitenlandse Zaken          | 1 juni 2018  | 5 september 2019 | O      |
|                                                     | Giovanni Tria         | Giovanni Tria (1948)         | Minister van Financiën                   | 1 juni 2018  | 5 september 2019 | O      |
|                                                     | Alfonso Bonafede      | Alfonso Bonafede (1976)      | Minister van Justitie                    | 1 juni 2018  | 13 februari 2021 | M5S    |
|                                                     | Elisabetta Trenta     | Elisabetta Trenta (1967)     | Minister van Defensie                    | 1 juni 2018  | 5 september 2019 | M5S    |
|                                                     | Giulia Grillo         | Giulia Grillo (1975)         | Minister van Volksgezondheid             | 1 juni 2018  | 5 september 2019 | M5S    |
|                                                     | Marco Bussetti        | Marco Bussetti (1962)        | Minister van Onderwijs                   | 1 juni 2018  | 5 september 2019 | O      |
| Minister van Hoger Onderwijs en Wetenschap          | Marco Bussetti        | Marco Bussetti (1962)        |                                          | 1 juni 2018  | 5 september 2019 | O      |
|                                                     | Danilo Toninelli      | Danilo Toninelli (1974)      | Minister van Transport                   | 1 juni 2018  | 5 september 2019 | M5S    |
|                                                     | Gian Marco Centinaio  | Gian Marco Centinaio (1971)  | Minister van Landbouw                    | 1 juni 2018  | 5 september 2019 | LN     |
| Minister van Toerisme                               | Gian Marco Centinaio  | Gian Marco Centinaio (1971)  |                                          | 1 juni 2018  | 5 september 2019 | LN     |
|                                                     | Sergio Costa          | Sergio Costa (1959)          | Minister van Milieu                      | 1 juni 2018  | 5 september 2019 | O      |
|                                                     | Alberto Bonisoli      | Alberto Bonisoli (1961)      | Minister van Cultuur                     | 1 juni 2018  | 5 september 2019 | M5S    |
|                                                     | Riccardo Fraccaro     | Riccardo Fraccaro (1981)     | Minister voor Parlementaire Betrekkingen | 1 juni 2018  | 5 september 2019 | M5S    |
|                                                     | Giulia Bongiorno      | Giulia Bongiorno (1966)      | Minister voor Publieke Diensten          | 1 juni 2018  | 5 september 2019 | LN     |
|                                                     | Paolo Savona          | Paolo Savona (1936)          | Minister voor Europese Zaken             | 1 juni 2018  | 10 juli 2019     | O      |
|                                                     | Lorenzo Fontana       | Lorenzo Fontana (1980)       | Minister voor Europese Zaken             | 10 juli 2019 | 5 september 2019 | LN     |
|                                                     | Erika Stefani         | Erika Stefani (1971)         | Minister voor Regionale Zaken            | 1 juni 2018  | 5 september 2019 | LN     |
|                                                     | Barbara Lezzi         | Barbara Lezzi (1972)         | Minister voor Zuid-Italië                | 1 juni 2018  | 5 september 2019 | M5S    |
|                                                     | Lorenzo Fontana       | Lorenzo Fontana (1980)       | Minister voor Familiezaken               | 1 juni 2018  | 10 juli 2019     | LN     |
| Minister voor Gehandicapten en Mindervaliden Beleid | Lorenzo Fontana       | Lorenzo Fontana (1980)       |                                          | 1 juni 2018  | 10 juli 2019     | LN     |
|                                                     | Alessandra Locatelli  | Alessandra Locatelli (1976)  | Minister voor Familiezaken               | 10 juli 2019 | 5 september 2019 | LN     |
| Minister voor Gehandicapten en Mindervaliden Beleid | Alessandra Locatelli  | Alessandra Locatelli (1976)  |                                          | 10 juli 2019 | 5 september 2019 | LN     |

De Gasperi II · De Gasperi III · De Gasperi IV · De Gasperi V · De Gasperi VI · De Gasperi VII · De Gasperi VIII · Pella · Fanfani I · Scelba · Segni I · Zoli · Fanfani II · Segni II · Tambroni · Fanfani III · Fanfani IV · Leone I · Moro I · Moro II · Moro III · Leone II · Rumor I · Rumor II · Rumor III · Colombo · Andreotti I · Andreotti II · Rumor IV · Rumor V · Moro IV · Moro V · Andreotti III · Andreotti IV · Andreotti V · Cossiga I · Cossiga II · Forlani · Spadolini I · Spadolini II · Fanfani V · Craxi I · Craxi II · Fanfani VI · Goria · De Mita · Andreotti VI · Andreotti VII · Amato I · Ciampi · Berlusconi I · Dini · Prodi I · D'Alema I · D'Alema II · Amato II · Berlusconi II · Berlusconi III · Prodi II · Berlusconi IV · Monti · Letta · Renzi · Gentiloni · Conte I · Conte II · Draghi · Meloni